# Pabradė
Pabradė è una città della Lituania, situata nella contea di Vilnius.